# 李成佳
李 成佳（イ・ソンガ、이성가）は、大韓民国の軍人、外交官、政治家。朝鮮戦争開戦時の第8師団長。本名は李正一（イ・ジョンイル、이정일）。

## 人物
1922年、満州通化にて李寛錫（이관석）の息子として生まれる。1942年、中国中央陸軍軍官学校騎兵科卒業。和平建国軍（汪精衛軍）第12軍人事参謀を務めた。終戦前、国民革命軍 11軍 少校,  藍衣社北京支部責任者の勧めで、情報機関員として活動した。終戦後に光復軍北平暫編支隊（支隊長：崔用徳）参謀（軍事部長）。
1946年1月28日付で軍事英語学校を卒業して、中尉に任官(軍番10037番)。第1連隊の創設に参与、同連隊B中隊（中隊長：丁一権大尉）小隊長。大隊長などを経て、5月25日に第1連隊長。
1948年8月14日、第4連隊長。同年6月11日、第13連隊長。
1949年8月12日、第16連隊長。9月28日、太白山地区戦闘司令官。
1950年6月10日、第8師団長。
6月25日、朝鮮戦争が勃発、第8師団の正面には北朝鮮軍第5師団、38度線警備第1旅団、東海岸に第766部隊、第549部隊が上陸した（国境開戦）。陸軍本部から全般的な報告を受けた李成佳は戦争が長期化すると判断し、作戦地域内で戒厳令を布告し、すべて軍需品を珍富里で焼却させ、軍・警察の家族と公共機関を後方に避難、疎開するよう対策を講じ、車両を徴発して機動力を確保した。さらに第8師団は将兵の家族に6か月分の俸給と食料を支給し、民事部長を任命して住民の避難計画を準備した。このように長期戦に備えたことは他の師団には見られなかった。
6月29日、第8師団は陸軍本部の後退命令を受け、堤川に向けて秩序よく後退した。堤川に集結した第8師団は北朝鮮第8師団（呉白龍少将）を相手に丹陽で襲撃を繰り返して5日間阻止し、7月11日に竹嶺に後退した。そして竹嶺～栄州で強靭な粘りを見せ、栄州を17日まで確保した。7月下旬に第8師団は第1軍団隷下となる。
8月1日の安東撤収作戦により更迭。第1軍団参謀長。杞渓・安康の戦いで浦項地区戦闘司令官。8月24日、第8師団長に復帰し、永川の戦いに参加した。9月1日、准将。
1951年3月、第9師団長。同年4月、太白山戦闘司令官。同年9月1日、第7師団長。
1952年、陸軍本部前方指揮所長、第2訓練所長を歴任。同年8月、任少将。
1955年11月、第5管区司令官。
1956年2月、第1軍団副軍団長。9月、第3軍団長。
1957年7月、第5軍団長。
1960年に国防大学院を卒業し、6月に情報参謀副長、10月に陸軍大学総長を務める。
1962年3月、予備役編入。同年5月、メキシコ駐在特命全権大使。同年10月にジャマイカを親善訪問。同年12月、ホンジュラス共和国大使、パナマ共和国大使兼任。
1963年1月に韓国経済使節団団長としてコロンビアを訪問。グアテマラ特命全権大使兼任。同年4月にジャマイカ共和国大使、同年7月にニカラグア共和国大使を兼任。
1964年10月、外務部待機大使。
1966年8月、駐トルコ大使。同年11月に駐イラン大使、同年12月に駐ヨルダン大使を兼任。
1971年、駐オーストリア大使。
1973年、第9代国会議員（統一主体国民会議、維新政友会）当選、国会逓信委員会委員。
1975年12月1日、自宅で持病の高血圧により死亡。12月5日に国会葬が行われた。
2000年8月、戦争記念館が「8月の護国人物」に選定。

## 叙勲
- レジオン・オブ・メリット - 1951年9月25日[16]
- シルバースター - 1952年10月28日[17]
- レジオン・オブ・メリット - 1953年6月9日[18]
- 太極武功勲章 - 1953年5月20日
- 乙支武功勲章
- 忠武武功勲章
- 花郎武功勲章
- メキシコ一等修交勲章
- オーストリア一等修交勲章

## エピソード
1979年の朴正煕暗殺事件で金載圭が使った拳銃は1960年、陸軍大学総長だった李成佳が同大副総長を務めた金に贈ったプレゼントであった。